# بیل شنکلی
ویلیام «بیل» شنکلی (به انگلیسی: Bill Shankly) (زاده ۲ سپتامبر ۱۹۱۳ - مرگ ۲۹ سپتامبر ۱۹۸۱) یکی از مربیان فوتبال بریتانیا بوده است. او همچنین یک بازیکن خوب فوتبال بود که به دلیل جنگ جهانی دوم بازیکنی فوتبال را کنار گذاشت. او نزدیک به ۳۰۰ بار برای پرستون نورث اند بازی کرد و همچنین چند بار برای اسکاتلند به میدان رفت.

## دوران بازیگری
شنکلی فوتبال حرفه‌ای را با باشگاه دسته سومی کارلایل یونایتد آغاز کرد. او بیشتر در تیم رزرو کارلایل بازی می‌کرد و به همراه این تیم قهرمان لیگ رزروها نیز شد. او در فصل ۱۹۳۲–۳۳ برای کارلایل یونایتد بازی کرد و بلافاصله با پیشنهاد تیم‌های دیگر مواجه شد.
باشگاه پرستون که آن زمان یک دسته بالاتر از کارلایل یونایتد حضور داشت، برای خرید شنکلی پیشنهادی ارائه کرد. شنکلی در ابتدا آن پیشنهاد را قبول نکرد زیرا دستمزدی که باشگاه پرستون برای او در نظر داشت، چندان بالا نبود؛ اما پس از مشورت با برادرش آلک، تصمیم گرفت برای پیشرفت فوتبالش این پیشنهاد را قبول و در دستهٔ بالاتر فوتبال بازی کند.
شنکلی به همراه پرستون دوران درخشانی را سپری کرد. او به همراه این تیم قهرمان جام حذفی سال ۱۹۳۸ شد و به مهم‌ترین افتخار فوتبالی اش دست یافت. وقوع جنگ جهانی دوم باعث شد تا لطمهٔ زیادی به دوران بازیگری شنکلی وارد شود. هنگام آغاز جنگ، شنکلی ۲۶ سال داشت و بسته به محل خدمتش برای باشگاه‌هایی از جمله لوتون تاون، آرسنال، نورویچ سیتی و پاتریک تایسل بازی کرد. او حتی یک بار با پیراهن لیورپول در مقابل اورتون در آنفیلد به میدان رفت.
شنکلی ۱۲ بار نیز برای تیم ملی اسکاتلند بین سالیان ۱۹۳۸ تا ۱۹۴۳ بازی کرد. او تنها یک گل برای اسکاتلند به ثمر رساند؛ آن گل در استادیوم ویمبلی و در مقابل انگلستان به ثمر رسید.

## مربیگری
بیل شنکلی مربیگری را نیز از باشگاه کارلایل یونایتد آغاز کرد. او در فصل ۱۹۴۸–۴۹ هدایت این تیم که ان زمان در قعر جدول دستهٔ سوم حضور داشت را بر عهده گرفت. او به همراه این تیم نتایج بسیار خوبی گرفت و تا آستانهٔ صعود به دستهٔ بالاتر نیز پیش رفت. عملکرد خوب او باعث شد تا باشگاه لیورپول خواهان او شود اما شنکلی نتوانست مصاحبهٔ باشگاه را پشت سر گذاشت و تصمیم گرفت تیم گریمسبی را مربیگری کند. دوران موفق شنکلی در گریمسبی نیز ادامه داشت اما پس از مدتی تصمیم گرفت برای تجربهٔ چالش جدید و همچنین بازگشت به خانه سرمربی گری وورکینگتون را بر عهده بگیرد. شنکلی در این تیم مشکلات زیادی داشت و مجبور بود بسیاری از کارها اعم از نوشتن نامه و جواب دادن تلفن‌ها را خودش انجام دهد. سرانجام در نوامبر ۱۹۵۵ شنکلی از سمت خود در این باشگاه کناره‌گیری کرد و به عنوان کمک مربی در هادرزفیلد مشغول به کار شد.
پس از سقوط هادرزفیلد به دسته یه پایین‌تر، مربی وقت آن تیم از سمت خود کناری‌گیری کرد و شنکلی جانشین او شد. جوانگرایی شنکلی باعث شد تا ستارگان زیادی از این تیم به دنیای فوتبال معرفی شوند. با این حال بسیاری از آن‌ها به تیم‌های دیگر فروخته می‌شدند و جانشینی برایشان خریداری نمی‌شد. همین مسئله باعث ناراحتی شنکلی شد و این مربی اسکاتلندی پس از دریافت پیشنهاد از لیورپول، از سمت خود استعفا کرد و راهی مرسی ساید شد.

### دوران مربیگری در لیورپول
شنکلی در سال ۱۹۵۹ به عنوان مربی لیورپول محسوب شد؛ تیمی که در آن زمان پنجمین سال حضورش در دستهٔ دوم را تجربه می‌کرد. شنکلی در ابتدا با سختی‌های زیادی مواجه بود اما رفته رفته علاقه اش به لیورپول بیشتر شد؛ مربیان و کادر فنی مجرب لیورپول که در آن زمان شامل بزرگانی چون باب پیسلی و جو فگان بود، روی بیل شنکلی تأثیر زیادی گذاشت.
در همان روزها، بیل شنکلی با کمک دستیارانش و با استفاده از تجربیاتی که از باشگاه‌های سابق و بازی‌های تمرینی به دست آورده بود، سبک بازی «پاس و حرکت» را ابداع کرد. او در ابتدای کار بازیکنانی درجه دو و ناکارآمد در اختیار داشت اما به مرور زمان توانست بازیکنانی چون راجر هانت، ایان سنت جان، رونی موران و ران ییتس را به ترکیبش اضافه کند و با استفاده از همین بازیکن‌ها در سال ۱۹۶۲ به دستهٔ اول صعود کرد. شنکلی در ادامه با اتکا به آکادمی لیورپول و خریدهای هوشمندانه اش، با قدرت به کارش در لیورپول ادامه داد و در فصل ۱۹۶۳–۶۴ این تیم را برای ششمین بار قهرمان انگلستان کرد.
لیورپول با مربیگری بیل شنکلی برای اولین بار در سال ۱۹۶۵ قهرمان جام حذفی شد. در همان سال نیز نخستین حضور در رقابت‌های اروپایی را تجربه کرد. آن‌ها در نیمه نهایی لیگ قهرمانان آن سال برای اولین بار با لباسی یکدست قرمز به مصاف اینتر رفتند و با نتیجه ۳–۱ این تیم را شکست دادند اما در دور برگشت از اینتر که در آن زمان هلنیو هررا را روی نیمکت مربیگری خود می‌دید، شکست خوردند و از رقابت‌ها حذف شدند.
شنکلی در ادامه دوران خوبی را در لیورپول سپری کرد؛ قهرمانی دوباره در دسته اول و حضور در فینال جام برندگان از جمله افتخارات او بود. یکی از بزرگ‌ترین نقاط قوت لیورپول در آن زمان، سیستم استعداد یابی بی نقص و عملکرد خوب در نقل و انتقالات بود. علاوه بر این، او از نظر روانی نیز تأثیر زیادی روی بازیکنانش داشت. برای مثال برای بالابردن روحیه بازیکنانش پیش از بازی‌های مهم، به آنان اعلام می‌کرد که بازیکن کلیدی تیم حریف مصدوم شده است.
فصل ۱۹۷۲–۷۳ یکی از درخشان‌ترین فصل‌های تاریخ لیورپول بود. آن‌ها با بردن لیگ اروپا، نخستین جام اروپایی شان را کسب کردند و در همان فصل نیز قهرمان دسته اول شدند. به این ترتیب، لیورپول اولین تیم انگلیسی است که هم‌زمان قهرمان لیگ و جام اروپا شده است.
بیل شنکلی برای آخرین بار، در دیدار فینال جام حذفی مقابل نیوکاسل مربیگری لیورپول را بر عهده داشت. آن‌ها با نمایشی فوق‌العاده در نیمهٔ دوم، این تیم شمالی را با سه گل شکست دادند.

## نقل قول
از شنکلی نقل قول‌های جالب زیادی وجود دارد اما شاید معروف‌ترین آن‌ها این باشد:
| « | بعضی از مردم فکر می‌کنند فوتبال مسئله مرگ و زندگی است. من از چنین طرز فکری ناامید می‌شوم. می‌توانم به شما اطمینان بدهم که [فوتبال] مسئلهٔ خیلی خیلی مهم‌تری است. | » |

## افتخارات

### بازیکن
پرستون نورث‌اند
- جام حذفی انگلستان: ۱۹۳۸

### سرمربی
لیورپول
- لیگ دسته اول (امروزه لیگ برتر) (۳): ۱۹۶۳–۶۴، ۱۹۶۵–۶۶، ۱۹۷۲–۷۳
- لیگ دسته دوم (امروزه چمپیونشیپ) (۱): ۱۹۶۱–۶۲
- جام حذفی (۲): ۱۹۶۵، ۱۹۷۴
- جام خیریه (۳): ۱۹۶۴، ۱۹۶۵، ۱۹۶۶
- جام یوفا (۱): ۱۹۷۲–۷۳